# Музей транспорту (Дрезден)

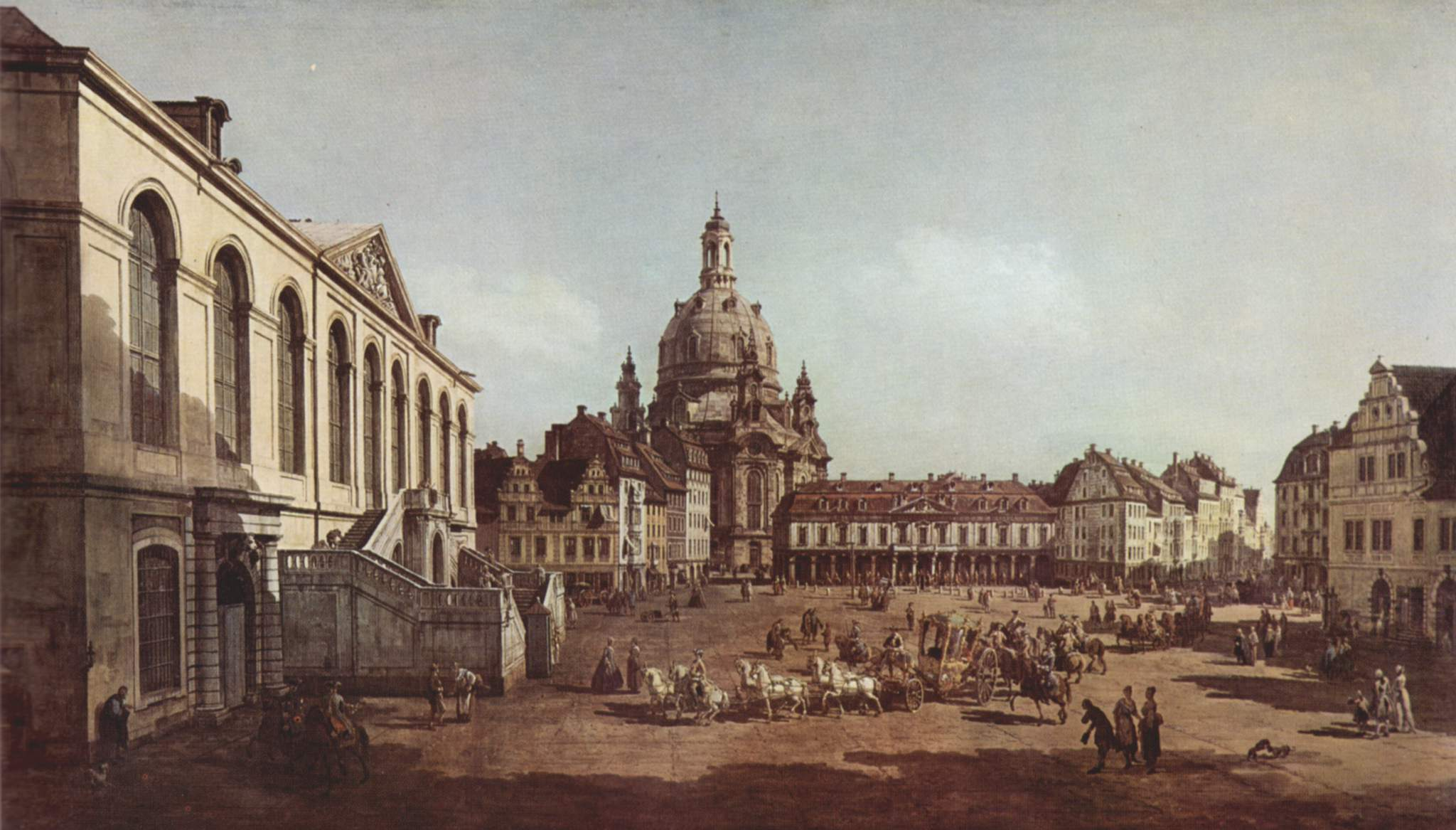
Будівля музею (ліворуч) в середині XVIII століття на картині італійського художника Каналетто

Дрезденський Музей транспорту (нім. Verkehrsmuseum Dresden) був відкритий в 1956 р. у Іоганнеумі — будівлі колишнього історичного музею. Побудована в 1586—1591 рр., спочатку це були стайні саксонського курфюрста Кристіана I. У 1722—1731 рр. під керівництвом архітектора Йоганна фон Фюрстенгофа був надбудований другий поверх будівлі з двосторонніми «англійськими» сходами, і з 1747 р. тут знаходилася Галерея старих майстрів.

## Історія
Початок музею транспорту закладено 1 травня 1952 р. Цього дня почалися переговори між Дрезденським технічним університетом і міністерством транспорту про створення в НДР музею історії транспортних засобів. Основу експозиції мали скласти експонати «Саксонського музею залізничного транспорту», що зберігалися у будівлі під час Другої світової війни.
Попри те, що будівля була дуже пошкоджена, вже в 1953 р. відбулося відкриття перших двох невеликих експозицій. Офіційне відкриття відбулося в 1956 р., хоча ремонтно-відновні роботи тривали до 1968 р.
З початку 90-х рр. багаторазово ставилося питання про розширення музею транспорту, оскільки всього тільки вісім експонатів (історичні трамваї, різного призначення залізничні вагони, локомотиви) із понад ста, наявних у розпорядженні музею, було виставлено в експозиції. Значна частина експонатів знаходиться у залізничних депо Дрездена, деякі — в експозиціях інших музеїв. Розглядалися варіанти відкриття філій музею в Дрездені, Лейпцизі і Хемніці. Але через фінансові труднощі ці плани реалізувати не вдалося.

## Експозиції музею

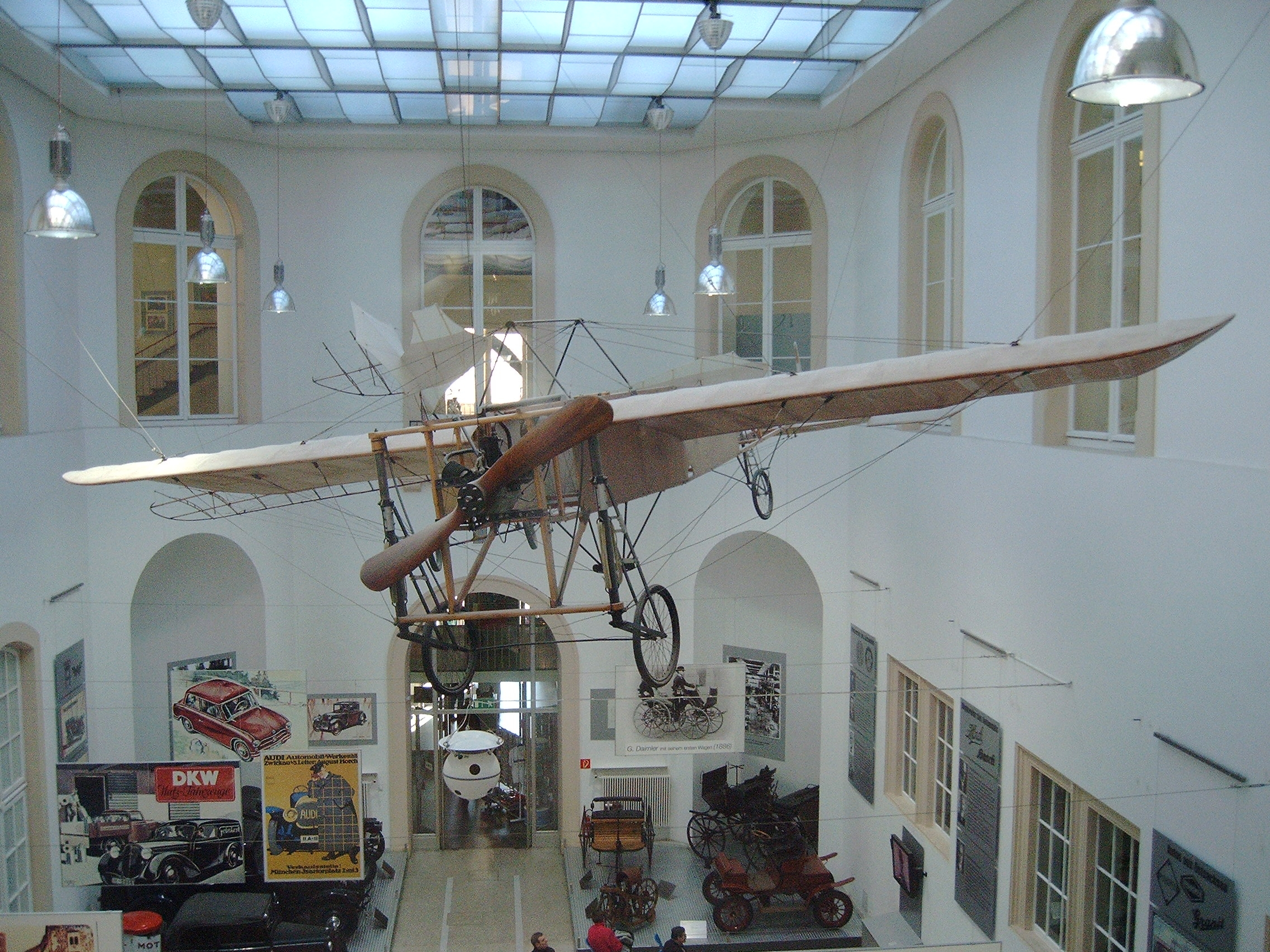
Один з експонатів музею

Нині в музеї відкритіj шість експозицій:
- Залізничний транспорт
- Трамваї
- Автомобілі, велосипеди і мотоцикли
- Авіація
- Водний транспорт
- Модель залізниці (Масштаб 1:45, площа — 325 м2, 26 локомотивів, 115 вагонів, 5 станцій, 140 моделей автомобілів та ін.)

## Фототека

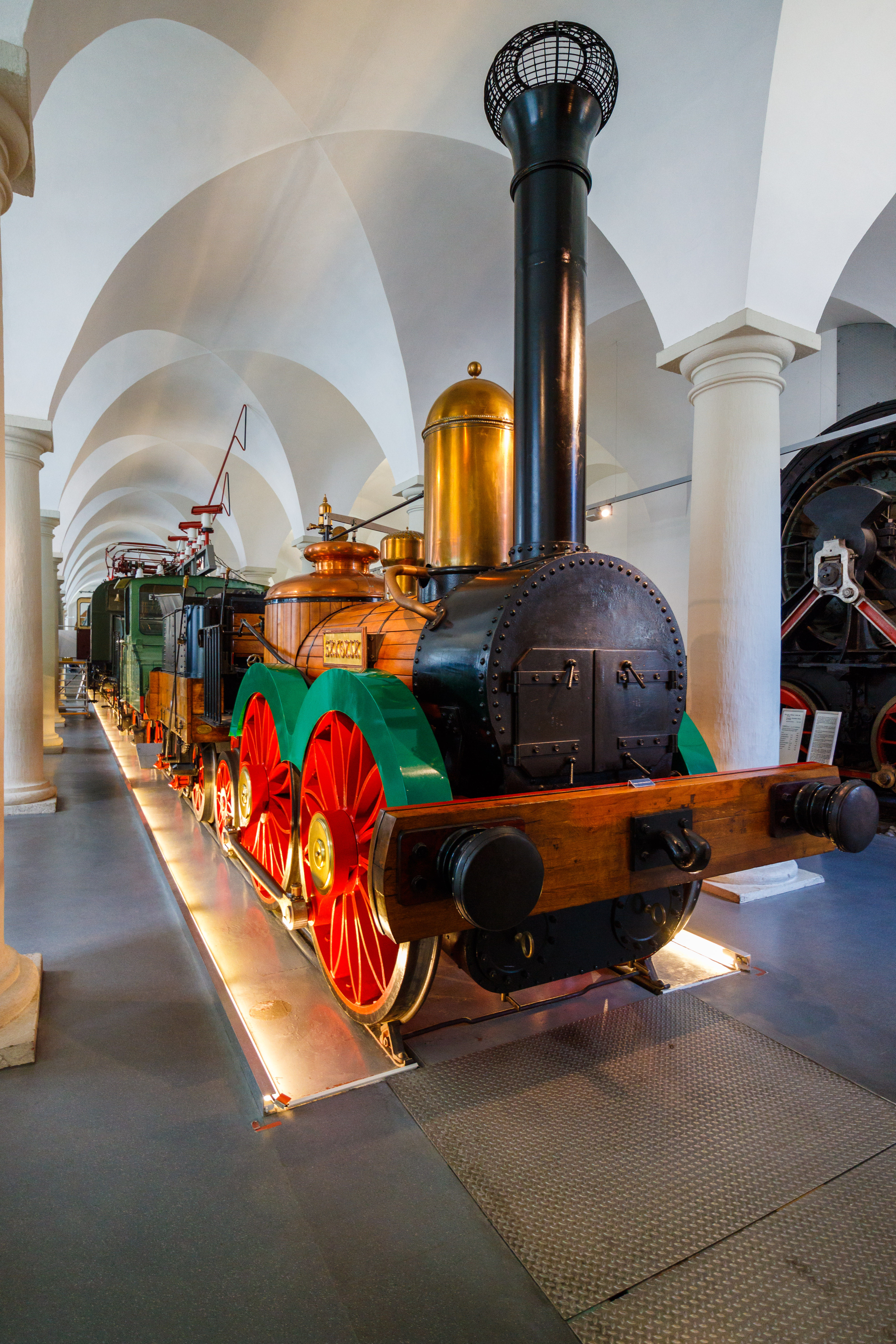
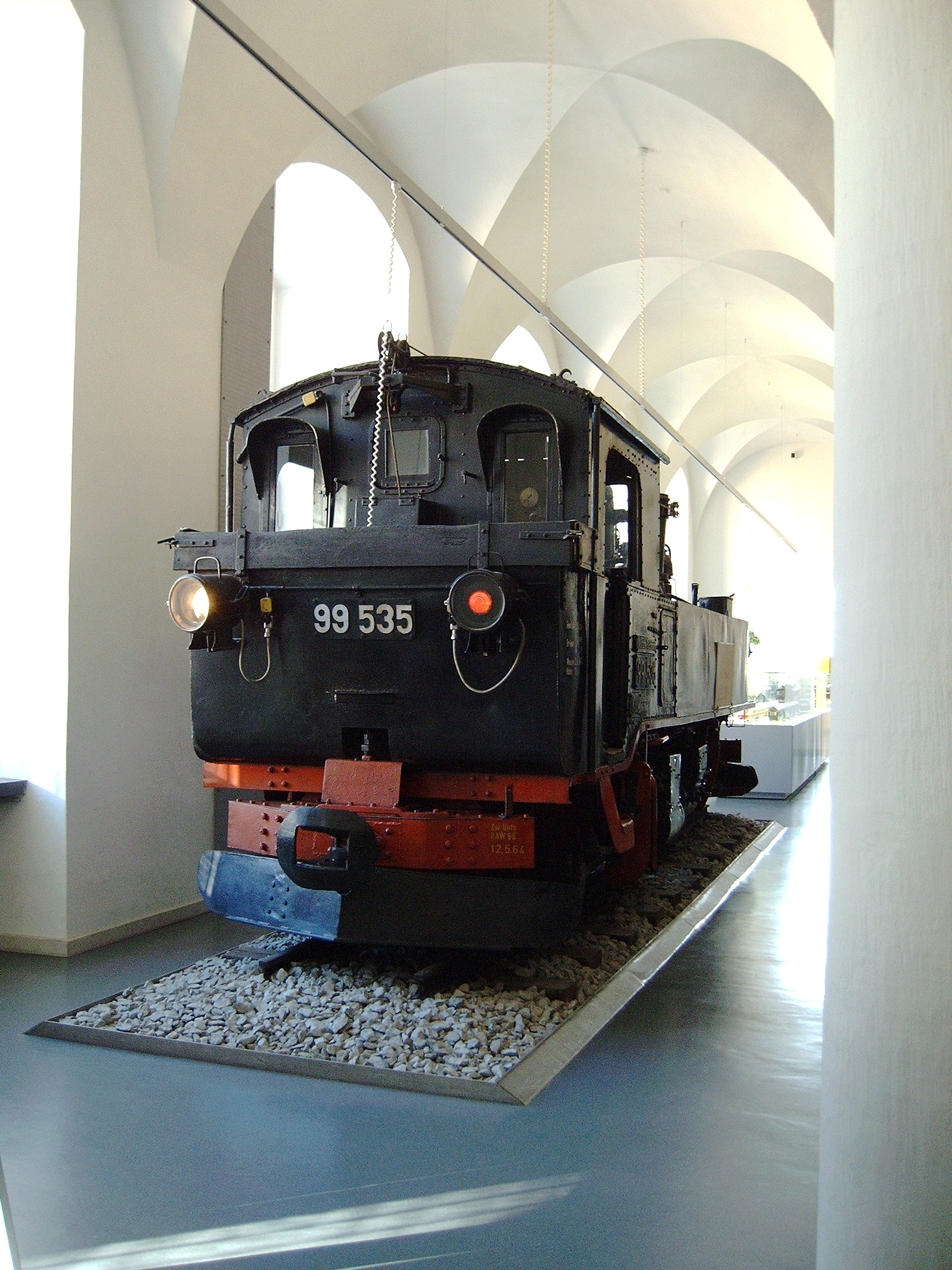
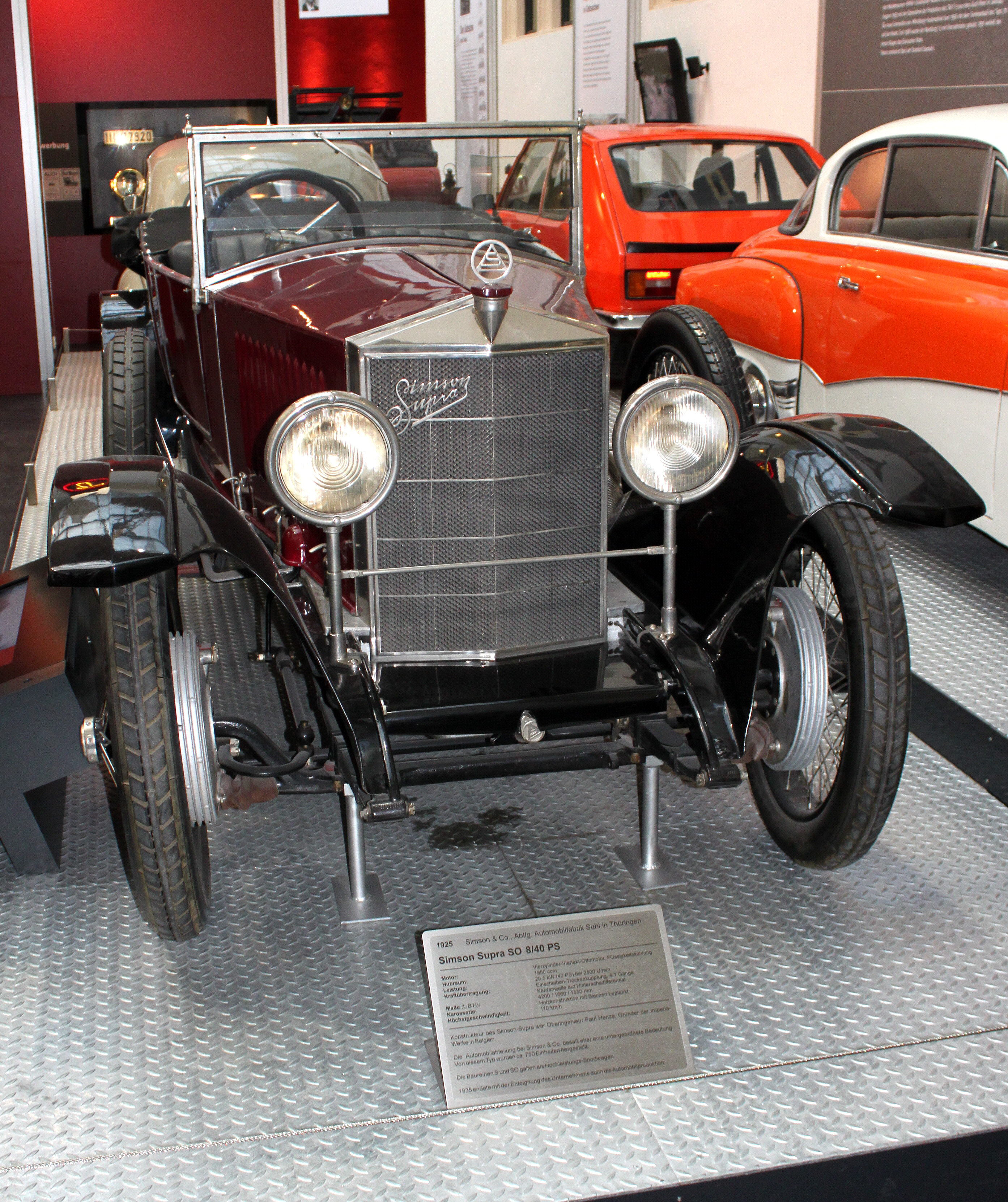
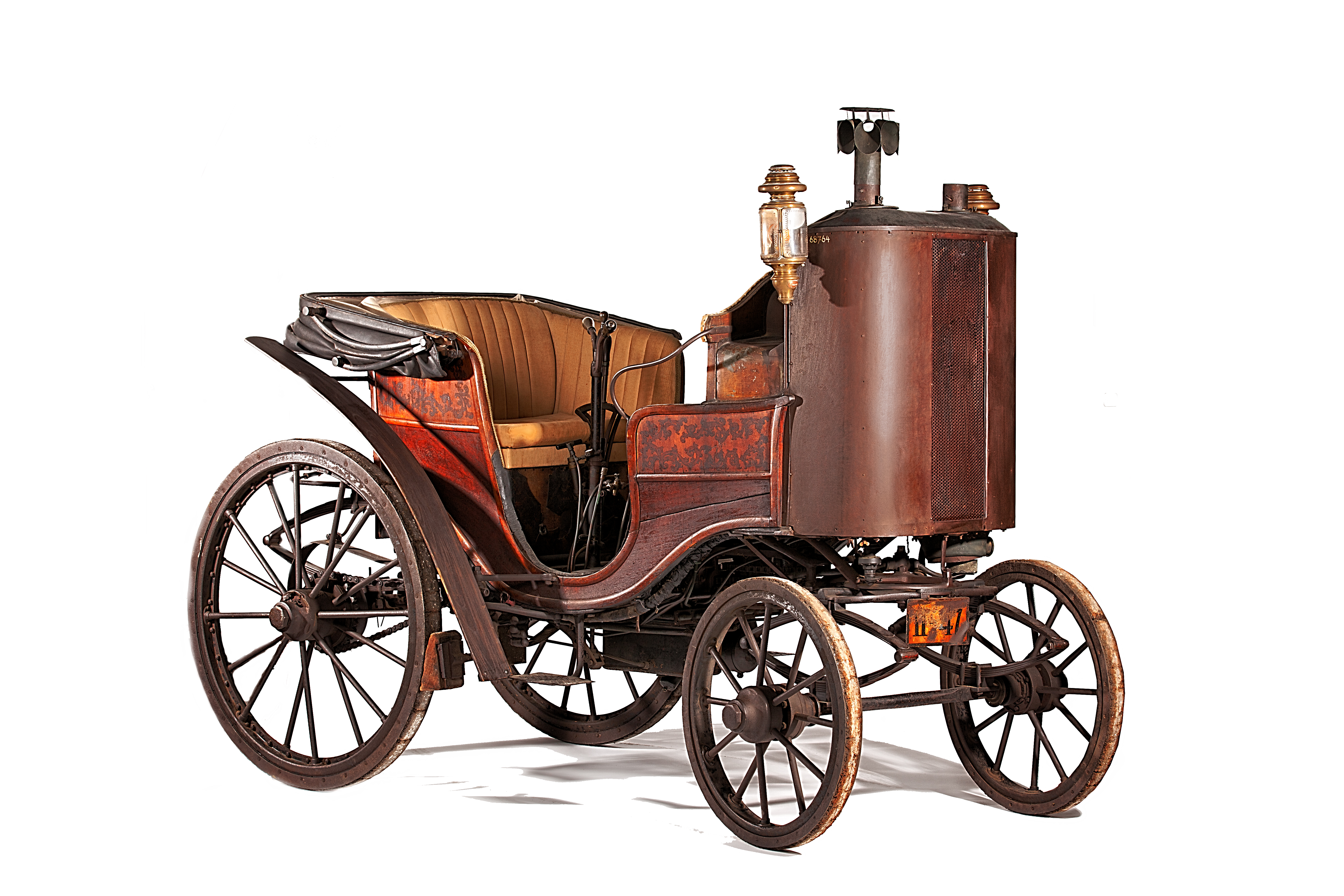
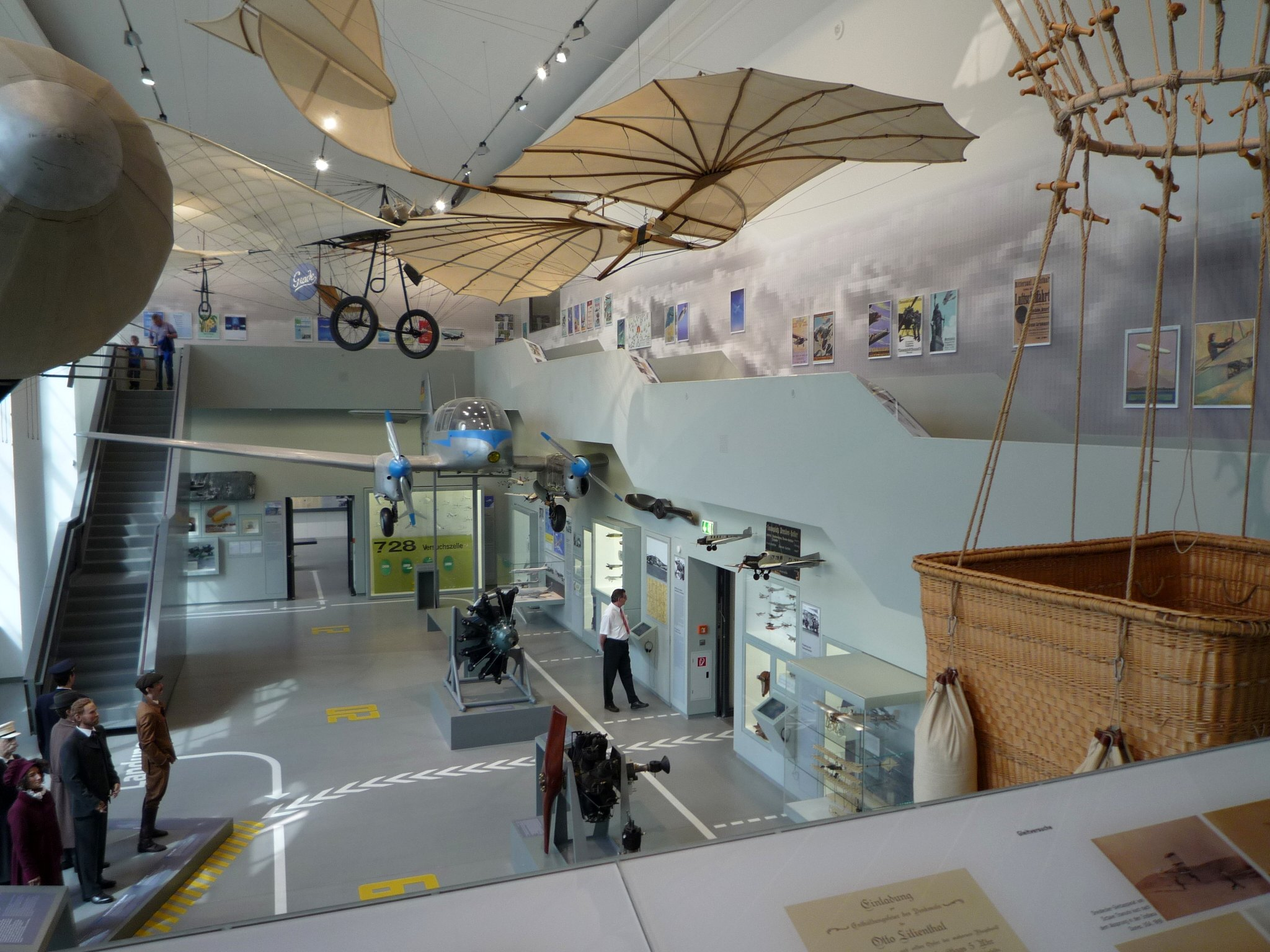
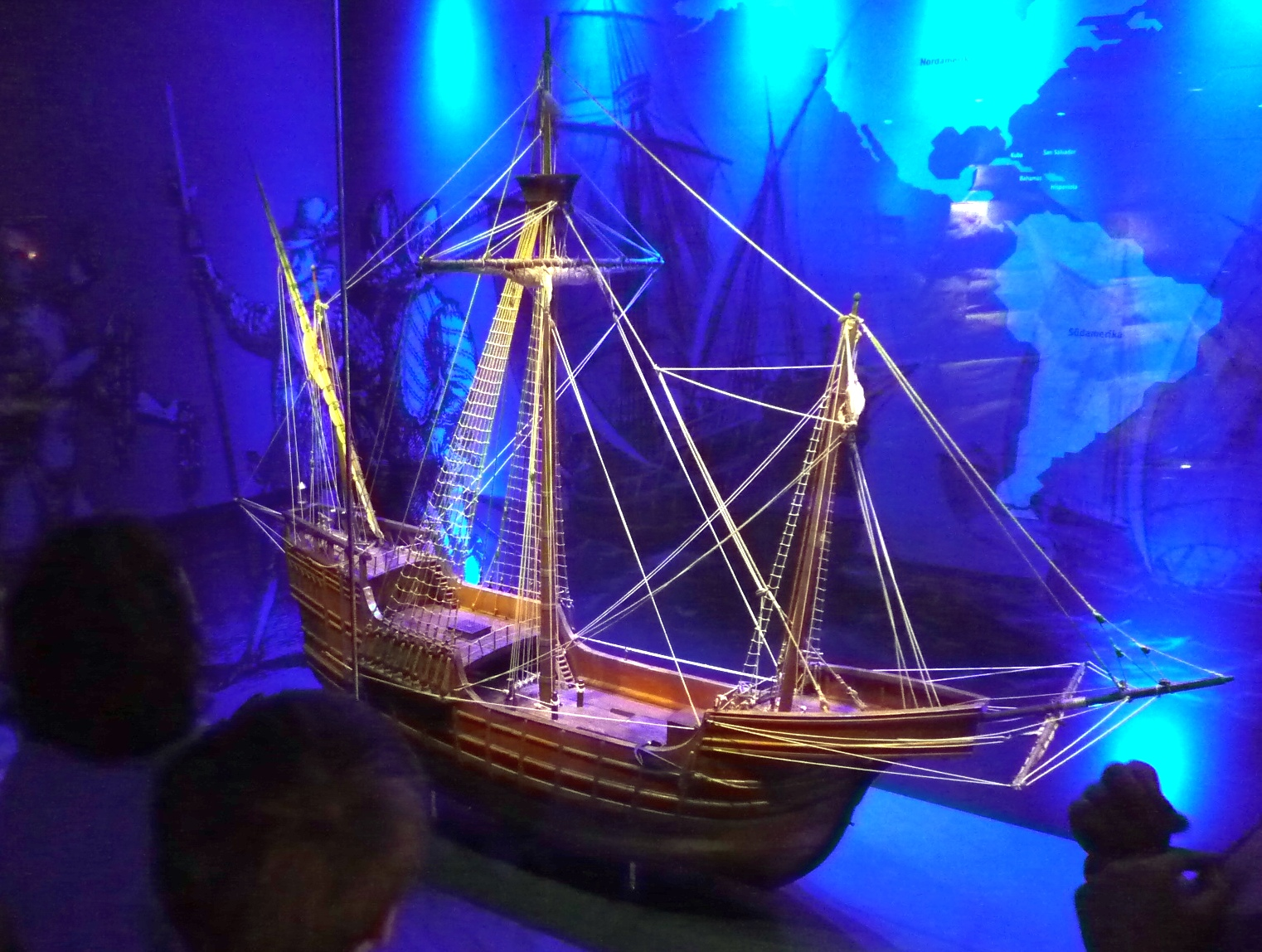

## Ресурси Інтернету
- Офіційний сайт дрезденського Музею транспорту [Архівовано 21 листопада 2018 у Wayback Machine.] (нім.)